# Judith Holofernes
Judith Holofernes (Berlín, Alemania, 12 de noviembre de 1976), nombre artístico de Judith Holfelder von der Tann, es una intérprete y compositora alemana. Actualmente canta en el grupo de música pop-rock Wir sind Helden (“Somos héroes”).

## Biografía

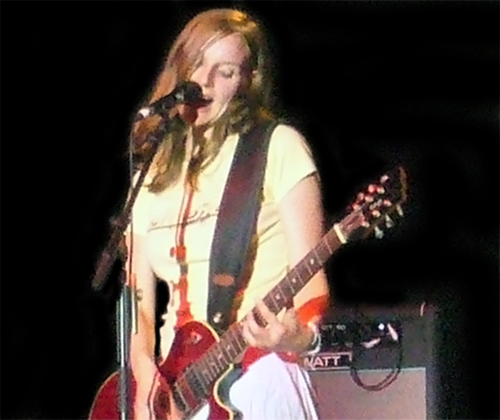
Holofernes tocando la guitarra en un concierto de Wir sind Helden.

Holofernes nació en Berlín (Oeste) y a la edad de seis se trasladó con su madre a Friburgo en Brisgovia. Tras examinarse del Abitur volvió a Berlín, donde estudió Planificación y Comunicación Estratégica en la Universidad de las Artes de Berlín (Universität der Künste), sin llegar a terminar sus estudios. En noviembre de 2001 colaboró con la revista anti-consumista Adbusters, en el marco de un proyecto para su carrera. También muchas letras de canciones de su banda Wir sind Helden muestran una actitud crítica con la sociedad de consumo y los medios de comunicación. Sus primeras experiencias en el mundo de la música fueron como cantante callejera en Friburgo. Después, en solitario como cantautora, no tendría mucho éxito desde el punto de vista comercial, lo que pronto cambiaría.
Holofernes canta, toca la guitarra y escribe las letras de Wir sind Helden. Dos canciones que en la actualidad toca dicho grupo, "Außer dir" y "Aurélie" ya aparecían en su disco en solitario Kamikazefliege (mosca kamikaze), que salió al mercado en 1999 con escaso éxito (solamente se editaron 500 copias). En la actualidad todavía es difícil de conseguir.
En la segunda mitad del 2013 empieza a promocionar su segundo álbum en solitario Ein leichtes Schwert, que saldrá a la venta en febrero del 2014.
Su nombre artístico alude a Holofernes, un general de Nabucodonosor II, cuya decapitación por parte de la hebrea Judit se relata en el libro deuterocanónico de Judit, en el Antiguo Testamento. Judit y Holofernes es un tema muy recurrente a lo largo de la Historia del Arte; aparece representado en cuadros de Goya, Gustav Klimt y Rubens y en esculturas de Donatello. El tema fue enfocado también por los dramaturgos Hebbel y Nestroy.
Desde el 17 de julio de 2006, Holofernes está casada con Pola Roy, batería de Wir sind Helden. En diciembre de 2006 la pareja tuvo un hijo, Friedrich.

## Enlaces
- Entrevista en alemán con Judith Holofernes acerca de su carrera en solitario (1999) (aetzettera.de)

- Datos: Q72429
- Multimedia: Judith Holofernes / Q72429